# Église Saint-Stephen d'Édimbourg
L’église Saint Stephen est située dans la Nouvelle Ville d'Édimbourg, en Écosse, au bas de St Vincent Street. Elle a été construite en 1827-1828, sur une conception de l'architecte William Henry Playfair (1789-1857).

## Histoire
Le premier ministre de l'église fut William Muir, qui ouvrit une école du soir dans les grandes caves voûtées de l'église pour l'éducation des analphabètes.
L'intérieur a été modifié en 1956, la congrégation ayant décliné. Un important effort de collecte de fonds a été organisé sous la direction du ministre de l'époque, le révérend A. Ian Dunlop. Ce fut l'une des premières subdivisions de bâtiments majeurs à Édimbourg, l'église reconstruite occupant effectivement le niveau de la galerie accessible par l'escalier principal de Howe Street, et un certain nombre de salles (y compris une salle principale avec une scène entièrement équipée, etc.) la partie ci-dessous. Ces salles ont accueilli au fil des ans un certain nombre d'événements, y compris des spectacles du Festival Fringe. Lors de la reconstruction, les équipements de l'église de l'architecte David Rhind (1808–1883) ont été conservés, de même que l'orgue de Willis, qui a été reconstruit au niveau de la «galerie».

## L'horloge
La haute tour de 49 mètres possède le plus long pendule d'horloge d'Europe.

## Espace de spectacle
St Stephen's a accueilli un certain nombre de spectacles au Edinburgh Festival Fringe au fil des ans. De 2001 à 2007, il a accueilli le spectacle Aurora Nova de Wolfgang Hoffman, avec un certain nombre de spectacles de danse . Aurora Nova s'est retirée de la Fringe en 2008, invoquant des coûts et la perte de parrainage, et l'espace n'a pas été utilisé en 2008 . L'espace a été relancé en 2009, avec The Arches at St Stephen's étant prévu pour le festival 2009 .
En 2014, le bâtiment était à vendre, avec beaucoup de spéculations sur le fait qu'il pourrait être converti en un centre artistique avec des espaces pour la musique live, la danse et le théâtre .

## Nouvelle affectation
Le 27 juin 2014, Leslie Benzies, producteur de jeux vidéo et à l'époque président de Rockstar North, a annoncé un accord pour acheter l'église pour plus de 500 000 livres . Il envisage de préserver le bâtiment et de créer une fiducie composée de membres de la communauté pour le gérer .
Cependant, en 2017, Philip Johnston, administrateur de la Fondation Benzies, a annoncé: «Nous pensons maintenant que nous avons été aussi loin que nous pouvions». Le 12 juillet 2017, Peter Schaufuss, fondateur de l'École nationale de ballet anglaise, a acheté l'église à la Fondation Benzies, déclarant: «Je prévois de faire de la Grande Salle un théâtre de classe mondiale, qui attirera les productions de grandes compagnies du monde entier ". Les surfaces au sol et au sous-sol, quant à elles, seraient destinées à trouver un usage mixte commercial, culturel et communautaire .